# 1995-ös fedett pályás atlétikai világbajnokság
Az 1995-ös fedett pályás atlétikai világbajnokságot Barcelonában, Spanyolországban rendezték március 10. és március 12. között. A vb-n 27 versenyszámot rendeztek.

## A magyar sportolók eredményei
Magyarország a világbajnokságon négy sportolóval képviseltette magát.

## Éremtáblázat
(A táblázatban a rendező nemzet eltérő háttérszínnel kiemelve.)
| Helyezés | Nemzet                  | Arany | Ezüst | Bronz | Összesen |
| 1.       | Oroszország             | 5     | 2     | 3     | 10       |
| 2.       | Egyesült Államok        | 4     | 5     | 6     | 15       |
| 3.       | Kuba                    | 3     | 1     | 0     | 4        |
| 4.       | Németország             | 2     | 1     | 4     | 7        |
| 5.       | Jamaica                 | 2     | 1     | 0     | 3        |
| 6.       | Bermuda                 | 1     | 1     | 0     | 2        |
| 6.       | Olaszország             | 1     | 1     | 0     | 2        |
| 8.       | Kanada                  | 1     | 0     | 1     | 2        |
| 8.       | Franciaország           | 1     | 0     | 1     | 2        |
| 8.       | Marokkó                 | 1     | 0     | 1     | 2        |
| 11.      | Ausztrália              | 1     | 0     | 0     | 1        |
| 11.      | Finnország              | 1     | 0     | 0     | 1        |
| 11.      | Mozambik                | 1     | 0     | 0     | 1        |
| 11.      | Norvégia                | 1     | 0     | 0     | 1        |
| 11.      | Románia                 | 1     | 0     | 0     | 1        |
| 11.      | Ukrajna                 | 1     | 0     | 0     | 1        |
| 16.      | Csehország              | 0     | 2     | 1     | 3        |
| 16.      | Spanyolország           | 0     | 2     | 1     | 3        |
| 18.      | Kazahsztán              | 0     | 2     | 0     | 2        |
| 19.      | Bulgária                | 0     | 1     | 1     | 0        |
| 19.      | Szlovénia               | 0     | 1     | 1     | 2        |
| 19.      | Svédország              | 0     | 1     | 1     | 2        |
| 19.      | Nagy-Britannia          | 0     | 1     | 1     | 2        |
| 23.      | Bahama-szigetek         | 0     | 1     | 0     | 1        |
| 23.      | Görögország             | 0     | 1     | 0     | 1        |
| 23.      | Kenya                   | 0     | 1     | 0     | 1        |
| 23.      | Nigéria                 | 0     | 1     | 0     | 1        |
| 23.      | Portugália              | 0     | 1     | 0     | 1        |
| 28.      | Chile                   | 0     | 0     | 1     | 1        |
| 28.      | Kína                    | 0     | 0     | 1     | 1        |
| 28.      | Japán                   | 0     | 0     | 1     | 1        |
| 28.      | Dél-afrikai Köztársaság | 0     | 0     | 1     | 1        |
| 28.      | Suriname                | 0     | 0     | 1     | 1        |
| 28.      | Jugoszlávia             | 0     | 0     | 1     | 1        |
| Összesen | Összesen                | 27    | 27    | 28    | 82       |

## Érmesek
- WR – világrekord
- CR – világbajnoki rekord
- AR – kontinens rekord
- NR – országos rekord

### Férfi
| Versenyszám     | Arany                                                                      | Arany      | Ezüst                                                                       | Ezüst     | Bronz                                                                     | Bronz        |
| --------------- | -------------------------------------------------------------------------- | ---------- | --------------------------------------------------------------------------- | --------- | ------------------------------------------------------------------------- | ------------ |
| 60 m            | Bruny Surin · Kanada                                                       | 6,46 CR    | Darren Braithwaite · Nagy-Britannia                                         | 6,51      | Robert Esmie · Kanada                                                     | 6,55         |
| 200 m           | Geir Moen · Norvégia                                                       | 20,58      | Troy Douglas · Bermuda                                                      | 20,94     | Sebastián Keitel · Chile                                                  | 20,98        |
| 400 m           | Darnell Hall · Egyesült Államok                                            | 46,17      | Sunday Bada · Nigéria                                                       | 46,38     | Mihail Vdovin · Oroszország                                               | 46,65        |
| 800 m           | Clive Terrelonge · Jamaica                                                 | 1:47,30    | Benson Koech · Kenya                                                        | 1:47,51   | Pavel Soukup · Csehország                                                 | 1:47,74      |
| 1500 m          | Hisám el-Gerúzs · Marokkó                                                  | 3:44,54    | Mateo Cañellas · Spanyolország                                              | 3:44,85   | Erik Nedeau · Egyesült Államok                                            | 3:44,91      |
| 3000 m          | Gennaro Di Napoli · Olaszország                                            | 7:50,89    | Anacleto Jiménez · Spanyolország                                            | 7:50,98   | Brahim Jabbour · Marokkó                                                  | 7:51,42      |
| 60 m gát        | Allen Johnson · Egyesült Államok                                           | 7,39 CR    | Courtney Hawkins · Egyesült Államok                                         | 7,41      | Tony Jarrett · Nagy-Britannia                                             | 7,42         |
| Magasugrás      | Javier Sotomayor · Kuba                                                    | 238 cm     | Lámbrosz Papakósztasz · Görögország                                         | 235 cm NR | Tony Barton · Egyesült Államok                                            | 232 cm       |
| Rúdugrás        | Szerhij Bubka · Ukrajna                                                    | 590 cm     | Igor Potapovics · Kazahsztán                                                | 580 cm    | Okkert Brits · Dél-afrikai Köztársaság · Andrej Tiwontschik · Németország | 575 cm       |
| Távolugrás      | Iván Pedroso · Kuba                                                        | 851 cm CR  | Mattias Sunneborn · Svédország                                              | 820 cm NR | Erick Walder · Egyesült Államok                                           | 814 cm       |
| Hármasugrás     | Brian Wellman · Bermuda                                                    | 17,72 m CR | Yoelvis Quesada · Kuba                                                      | 17,62 m   | Serge Hélan · Franciaország                                               | 17,06 m      |
| Súlylökés       | Mika Halvari · Finnország                                                  | 20,74 m    | C.J. Hunter · Egyesült Államok                                              | 20,58 m   | Dragan Perić · Jugoszlávia                                                | 20,36 m      |
| 4 × 400 m váltó | Egyesült Államok · Rod Tolbert · Calvin Davis · Tod Long · Frankie Atwater | 3:07,37    | Olaszország · Fabio Grossi · Andrea Nuti · Roberto Mazzoleni · Ashraf Saber | 3:09,12   | Japán · Maszajosi Kan · Szeidzsi Inagaki · Tomonari Ono · Hirojuki Hajasi | 3:09,73      |
| Hétpróba        | Christian Plaziat · Franciaország                                          | 6246 pont  | Tomáš Dvořák · Csehország                                                   | 6169 pont | Henrik Dagård · Svédország                                                | 6142 pont NR |

### Női
| Versenyszám     | Arany                                                                                           | Arany        | Ezüst                                                                                | Ezüst     | Bronz                                                                          | Bronz     |
| --------------- | ----------------------------------------------------------------------------------------------- | ------------ | ------------------------------------------------------------------------------------ | --------- | ------------------------------------------------------------------------------ | --------- |
| 60 m            | Merlene Ottey · Jamaica                                                                         | 6,97         | Melanie Paschke · Németország                                                        | 7,10      | Carlette Guidry · Egyesült Államok                                             | 7,11      |
| 200 m           | Melinda Gainsford · Ausztrália                                                                  | 22,64 AR     | Pauline Davis-Thompson · Bahama-szigetek                                             | 22,68 NR  | Natalja Pomoscsnyikova-Voronova · Oroszország                                  | 23,01     |
| 400 m           | Irina Privalova · Oroszország                                                                   | 50,23 CR     | Sandie Richards · Jamaica                                                            | 51,38     | Daniela Georgieva · Bulgária                                                   | 51,78     |
| 800 m           | Maria Mutola · Mozambik                                                                         | 1:57,62      | Jelena Afanaszjeva · Oroszország                                                     | 1:59,79   | Letitia Vriesde · Suriname                                                     | 2:00,36   |
| 1500 m          | Regina Jacobs · Egyesült Államok                                                                | 4:12,61      | Carla Sacramento · Portugália                                                        | 4:13,02   | Maite Zúñiga · Spanyolország                                                   | 4:16,63   |
| 3000 m          | Gabriela Szabo · Románia                                                                        | 8:54,50      | Lynn Jennings · Egyesült Államok                                                     | 8:55,23   | Joan Nesbit · Egyesült Államok                                                 | 8:56,08   |
| 60 m gát        | Aliuska López · Kuba                                                                            | 7,92         | Olga Sisiginia · Kazahsztán                                                          | 7,92      | Brigita Bukovec · Szlovénia                                                    | 7,93      |
| Magasugrás      | Alina Astafei · Németország                                                                     | 201 cm       | Britta Bilač · Szlovénia                                                             | 199 cm    | Heike Henkel · Németország                                                     | 199 cm    |
| Távolugrás      | Ljudmila Galkina · Oroszország                                                                  | 695 cm       | Irina Musailova · Oroszország                                                        | 690 cm    | Susen Tiedtke · Németország                                                    | 690 cm    |
| Hármasugrás     | Jolanda Csen · Oroszország                                                                      | 15,03 m WR   | Iva Prandzseva · Bulgária                                                            | 14,71 m   | Ren Ruiping · Kína                                                             | 14,37 m   |
| Súlylökés       | Kathrin Neimke · Németország                                                                    | 19,40 m      | Connie Price-Smith · Egyesült Államok                                                | 19,12 m   | Grit Hammer · Németország                                                      | 19,02 m   |
| 4 × 400 m váltó | Oroszország · Tatyjana Csebikina · Jelena Ruzina · Jekatyerina Kulikova · Szvetlana Goncsarenko | 3:29,29      | Csehország · Nadia Kostoválová · Helena Dziurová · Hana Benešová · Ludmila Formanová | 3:30,27   | Egyesült Államok · Nelrae Pasha · Tanya Dooley · Kim Graham · Flirtisha Harris | 3:31,43   |
| Ötpróba         | Szvetlana Moszkalec · Oroszország                                                               | 4834 pont CR | Kym Carter · Egyesült Államok                                                        | 4632 pont | Irina Tyjuhaj · Oroszország                                                    | 4622 pont |